# Jan Simoen
Jan Simoen (* 9. Dezember 1953 in Nieuwpoort) ist ein ehemaliger belgischer Fußballspieler.

## Karriere
Simoen verbrachte seine Jugendzeit im Vereinsfußball bei der VV Oostduinkerke und wurde im Jahr 1977 vom seinerzeitigen Zweitligisten AS Oostende verpflichtet. Nach zwei Saisons wurde er Vertragsspieler des Erstligisten Club Brugge KV, für den er ebenfalls zwei Saisons bestritt. Für den amtierenden Meister, der sich für den Wettbewerb um den Europapokal der Landesmeister 1977/78 qualifiziert hatte, kam er in drei Spielen zum Einsatz. Sein Debüt am 28. September 1977 beim 5:2-Sieg im Erstrundenrückspiel über den finnischen Meister Kuopion PS krönte er mit seinem ersten Tor, dem Treffer zum 4:1 in der 46. Minute. Danach wurde er im Halbfinalrückspiel gegen Juventus Turin im heimischen Olympiastadion Brügge beim 2:0-Sieg n. V. am 12. April 1978 und im Finale bei der 0:1-Niederlage gegen den FC Liverpool am 10. Mai 1978 eingesetzt. Mit der gewonnenen Meisterschaft 1978 kam er mit seinem Verein erneut im vorgenannten Wettbewerb zum Einsatz, jedoch nur einmal – im Hinspiel der 1. Runde beim 2:1-Sieg über Wisła Krakau am 13. September 1978.
Nach Beveren gelangt, spielte er für den dort ansässigen KSK Beveren in der Erstligasaison 1979/80, wie auch für Cercle Brügge 1980/81. Nach kurzzeitigen Vereinszugehörigkeiten folgte mit dem Sint-Niklase SKE eine Zugehörigkeit, die sich über fünf Jahre erstrecken sollte. Seine Premiere fand noch in der 3. Division statt, danach – Aufstieg bedingt – von 1982 bis 1984 in der 2. Division, wie auch 1985/86, nachdem die Erstligasaison nur ein Jahr lang währte.
Von 1986 bis 1997 gehörte er weiteren vier unterklassigen Vereinen an.

## Erfolge
FC Brügge
- Finalist Europapokal der Landesmeister 1978
- Belgischer Meister 1978

KSK Beveren
- Belgischer Pokal-Finalist 1980

Sint-Niklase SKE
- Zweitligameister 1984 und Aufstieg in die 1. Division
- Aufstieg in die 2. Division 1982